# Els homes del triangle rosa
Els homes del triangle rosa és el llibre que, amb el pseudònim Heinz Heger, va publicar l'escriptor vienès Hans Neumann el 1972 (Die Männer mit dem rosa Winkel, ed. Merlin). El triangle rosa era el distintiu que havien de portar els deportats homosexuals als camps nazis.
El llibre relata els sis anys que Josef Kohout (Viena, 1917-1994) va passar-se primer a la presó i després als camps nazis a causa de la seva homosexualitat.
Durant els anys seixanta Josef Kohout va conèixer Hans Neumann. Kohout estava interessat a explicar el calvari que havia passat però no es considerava capacitat com a escriptor per relatar les seves dures vivències com a homosexual als camps nazis. Es va posar d'acord amb Neumann, i entre 1965 i 1967 es van reunir diferents vegades. A partir del testimoni de Kohout, Neumann va escriure el llibre. Com que Neumann el va redactar en primer persona, hi ha qui diu que el nom de Heinz Heger és un pseudònim de Josef Kohout. En el llibre en cap moment no apareix el nom del protagonista, per expressa voluntat de Kohout.
L'anonimat que en aquell moment volia Kohout estava justificat per l'assetjament que seguien patint els homosexuals a Àustria després de la guerra, aquesta era l'altra cosa que ell volia denunciar. Quan el 1971 es va despenalitzar l'homosexualitat a Àustria, Kohout va iniciar un lluita burocràtica per tal que es reconeguessin els seus drets com a perseguit durant l'ocupació d'Àustria pels nazis. El 1992 l'estat austríac li va concedir que els sis anys de captiveri comptessin de cara al pagament d'una pensió, però mai va ser realment indemnitzat per la presó, les humiliacions i tortures que va patir als camps.
El 1980 es va publicar la traducció anglesa als Estats Units i la Gran Bretanya. En castellà es va editar el 2002. No hi ha edició en català.
El llibre és considerat el testimoni personal més important de la persecució contra els homosexuals duta a terme pel règim nazi, junt amb el de Pierre Seel, Pierre Seel, deportat homosexual (1994).
Josef Kohout no va llegir el text del llibre fins que ja va estar publicat. Hi va trobar alguns errors, com ara que ell tenia 24 anys quan va ser detingut i no 22 com diu el llibre, però va dir que eren imprecisions menors sense importància, ja que els fets explicats eren els que havien passat.